# Ludwik VII Brodaty

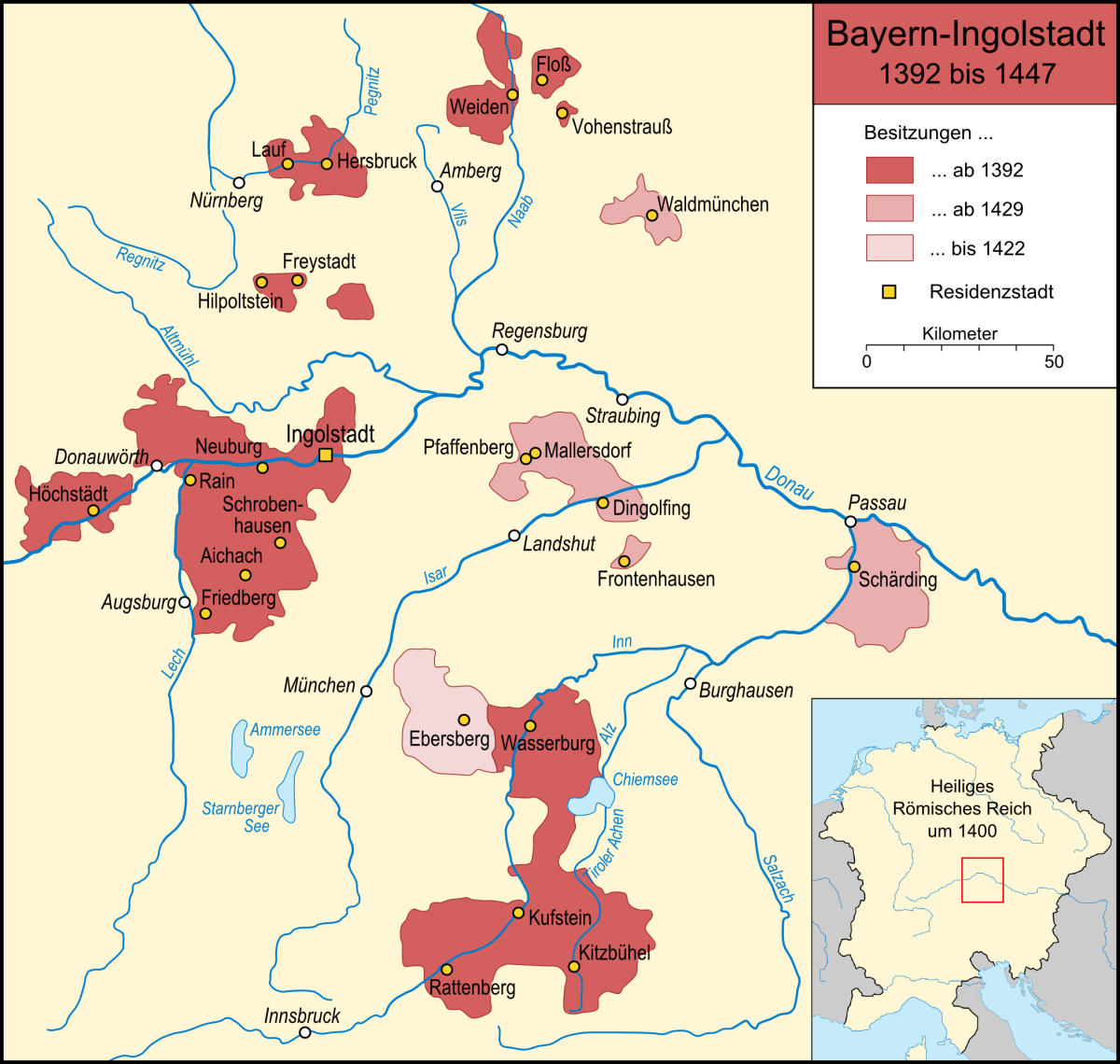
Księstwo Bawarii-Ingolstadt w latach 1392–1447.

Ludwik VII Brodaty (ur. 1368, zm. 2 maja 1447 w Burghausen) – książę Bawarii-Ingolstadt (od 1413 roku) z dynastii Wittelsbachów, faktyczny regent Francji pod koniec panowania Karola VI Szalonego.

## Życiorys
Ludwik VII był jedynym ślubnym synem księcia Bawarii Ingolstadt Stefana III i Taddei, córki współrządcy Mediolanu Barnaby Viscontiego. Jako następca tronu już od młodych lat uczestniczył w działaniach politycznych swego ojca. W 1388 roku u jego boku brał udział w wojnie w Szwabii. W 1390 roku u boku ojca uczestniczył w interwencji w Italii i walkach o Padwę przeciwko władcy Mediolanu Gian Galeazzo Viscontiemu. W 1392 roku wybucha konflikt pomiędzy ojcem Ludwika i jego kuzynem z Monachium Janem II, który doprowadza do wojny w latach 1394–1395 (Ludwik uczestniczył w działaniach politycznych i wojennych). Po śmierci Jana II w 1397 roku Ludwik wraz z ojcem walczył o Monachium przeciwko jego synom Ernestowi i Wilhelmowi III. Uczestniczył też w staraniach ojca o obalenie z tronu niemieckiego króla Czech Wacława IV z dynastii Luksemburgów, co ostatecznie dokonało się w 1400 roku. Na nowego króla obrano wówczas kuzyna Ludwika, Ruprechta Wittelsbacha.
Działania Ludwika zarówno na arenie bawarskiej, jak i w polityce Rzeszy i sprawach włoskich miały na celu umocnienie własnej pozycji – uzyskanie przywództwa politycznego w Bawarii. Już w 1390 roku wyprawie do Italii przyświecał cel nawiązania stosunków dynastycznych (poprzez małżeństwo Ludwika) z Królestwem Neapolu. Koncepcja ta powróciła w 1396 roku, gdy Ernest z Monachium poślubił Elżbietę z Mediolanu, tworząc sojusz niebezpieczny dla Ludwika i jego ojca. Stefan i Ludwik w swoich celach wykorzystywali bliskie stosunki z Francją – w 1385 roku młodsza siostra Ludwika Elżbieta (Izabela) została żoną młodego króla Francji Karola VI Szalonego. W 1391 roku Ludwik po raz pierwszy odwiedził swego szwagra na francuskim dworze i został przez niego serdecznie przyjęty. Pozostawał tam do 1393 roku, obywając się z kulturą Zachodu, a także zyskując szersze polityczne horyzonty. W 1393 roku, jako człowiek najbliższych kręgów królewskich został nawet członkiem rady regencyjnej, sprawującej władzę w imieniu króla, który wtedy zapadł na poważną chorobę psychiczną.
Stefan z Ludwikiem, dzięki swym paryskim wpływom, zapewnili uznanie Francji dla nowego króla niemieckiego Ruprechta w 1400 roku. Jednocześnie Ruprecht uznał za swój cel pokonanie Mediolanu w celu zapewniania sobie przewagi w Italii. Nieprzygotowana dobrze wyprawa Ruprechta z 1401 roku (z udziałem Ludwika) poniosła jednak klęskę. Ludwik wyjechał wówczas do Francji szukając wsparcia francuskiego przeciwko Mediolanowi (podobny pomysł miał w 1396 roku, wówczas jednak spalił na panewce wskutek porażki francuskiego rycerstwa w bitwie pod Nikopolis). Śmierć Gian Galeazzo Viscontiego sprawiła, że do wyprawy nie doszło, a Ruprecht musiał porzucić swoje plany koronacji w Rzymie. Wizyta we Francji zaowocowała jednak małżeństwem Ludwika ze spokrewnioną z królem damą dworu swej siostry, Anną z rodu Burbonów. Kolejne kilkanaście lat Ludwik spędził we Francji, zdobywając tu coraz większe bogactwa (wysyłane do Bawarii) i znaczenie.
Gdy we Francji zamordowano w 1407 roku brata królewskiego Ludwika, bawarski książę zdobył bardzo duży wpływ na swego chorego psychicznie szwagra, sięgając po faktyczne rządy we Francji. Od 1408 roku zarządzał też dworem delfina. Wraz z siostrą próbował zachować pozycję neutralną pomiędzy dwoma walczącymi stronnictwami - zwolennikami książąt burgundzkich i Anglików oraz Armaniakami. Ponieważ jednak stolica była nastawiano pro burgundzko, stopniowo zbliżył się do Armaniaków i w 1412 roku musiał uciekać z Paryża. Powrócił tam w 1413 roku i został wówczas (na dzień przed planowanym ślubem z Katarzyną d'Alençon) uwięziony przez księcia burgundzkiego Jana bez Trwogi. Po kilku tygodniach został uwolniony i ślub się odbył.
W 1415 roku Ludwik wyjechał z Paryża jako głowa francuskiej delegacji na sobór w Konstancji. Podczas soboru Ludwik przyjmowany był z wielkimi honorami, nie tylko jako delegat francuski, ale także jako książę Rzeszy (w 1413 roku zmarł jego ojciec i Ludwik został księciem Bawarii-Ingolstadt). Żonę z dziećmi pozostawił w Paryżu (żona zmarła tam w 1462 roku), sam jednak nigdy już tam nie wrócił. Podczas soboru zaostrzył się jego konflikt z kuzynem Henrykiem XVI Bogatym, księciem Bawarii-Landshut. Ten zorganizował przeciwko Ludwikowi szeroką koalicję, której sympatię okazywał od 1416 roku także Zygmunt Luksemburski. W 1417 roku doszło nawet do tego, że Henryk z Landshutu, którego Ludwik śmiertelnie obraził, przeprowadził zamach na Ludwika. Ten, choć ranny, ocalał.
Dalszy okres życia Ludwika wypełniły sprawy bawarskie, przede wszystkim zaś konflikt z Henrykiem XVI Bogatym. W 1420 wybuchła wojna między kuzynami (po stronie Henryka opowiedzieli się m.in. książęta Bawarii-Monachium, Ernest i Wilhelm III). 19 września 1422 roku siły Ludwika zostały pokonane w bitwie pod Alling. Na początku października podpisany został rozejm między stronami, w związku z planami króla Zygmunta Luksemburskiego zorganizowania krucjaty przeciwko husytom. Na pewien czas książę musiał oddać swe państwo w ręce królewskiego administratora, a sam udał się na Węgry. Wkrótce nowym przedmiotem sporu między Wittelsbachami stało się dziedzictwo po ostatnim z książąt Bawarii-Straubing, Janie III, który zmarł w 1425, nie pozostawiwszy męskich potomków. Ostatecznie dokonano podziału terytorium na trzy części (największą otrzymali książęta monachijscy), decyzję tę zatwierdził król Zygmunt w 1429 roku.

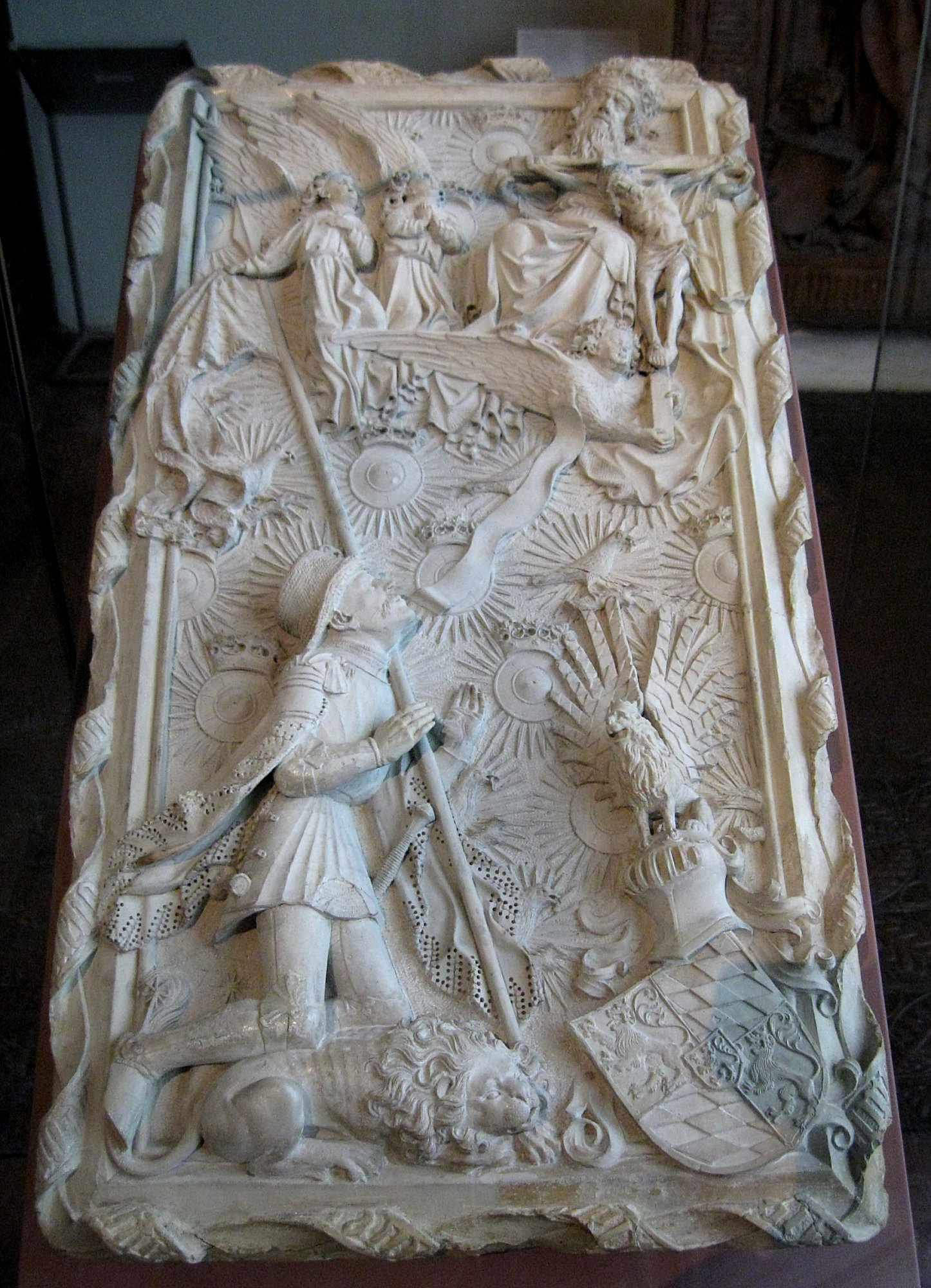
Model nagrobka Ludwika VII Brodatego.

Chociaż Ludwik zostawił w Paryżu żonę, w Bawarii żył ze swoją dawną kochanką, Lanetą z Freyberga. Szczególnie faworyzował syna z tego związku, Wielanda, co budziło zazdrość legalnego syna i następcy Ludwika, także Ludwika. 
W 1438 roku doszło do otwartego konfliktu ojca z synem. W 1439 roku młody Ludwik zajął (ze wsparciem księcia Monachium oraz margrabiego Ansbach) ziemie między Dunajem a Lechem. Ojciec pozostał zamknięty w Neuburgu, gdzie Wieland i jego matka zmarli podczas zarazy, co tym bardziej zaogniło stosunki w rodzinie. W 1443 roku młody Ludwik zdobył Neuburg i uwięził ojca. Po śmierci syna w 1445 roku Ludwik VII nie uzyskał wolności, bowiem wdowa po jego synu oddała go swemu bratu, Albrechtowi Achillesowi z Ansbach. W 1446 roku wykupił go od niego śmiertelny wróg Ludwika, Henryk Bogaty z Landshut. W jego niewoli Ludwik (który konsekwentnie odmawiał wykupienia, mimo zgromadzonych bogactw) zmarł w 1447 roku. Wraz z nim wygasła linia Wittelsbachów na Ingolstadt, a dziedzictwo po nim przejął właśnie Henryk Bogaty.
W toku swoich rządów Ludwik prowadził w księstwie intensywną akcję budowlaną. Z racji na liczne konflikty rodzinne w większości dotyczyła ona zamierzeń o charakterze obronnym, w tym budowy murów obronnych bawarskich miast; w Ingolstadt czynił także fundacje sakralne. Zmodernizował także swoje księstwo, tworząc profesjonalną i racjonalną administrację oraz sprawny aparat fiskalny.

### Rodzina
1 października 1402 r. Ludwik poślubił Annę Burbon, córkę Jana I z rodu Burbonów, hrabiego La Marche i Vendôme, wdowę po Janie, hrabim Berry. Z małżeństwa tego pochodziło dwóch synów: Ludwik oraz zmarły w niemowlęctwie Jan. Anna zmarła w Paryżu w 1408 roku, a 1 października 1413 roku Ludwik ponownie się ożenił, tym razem z Katarzyną d'Alençon, córką Piotra II, hrabiego Alençon, a wdową po Piotrze z Nawarry, hrabim Mortain i bracie króla Nawarry Karola III. Dwoje dzieci z tego związku, Jan i Anna, zmarło w dzieciństwie.